# Hyloxalus fascianigrus
Hyloxalus fascianigrus är en groddjursart som först beskrevs av Grant och Castro-Herrera 1998.  Hyloxalus fascianigrus ingår i släktet Hyloxalus och familjen pilgiftsgrodor. IUCN kategoriserar arten globalt som nära hotad. Inga underarter finns listade i Catalogue of Life.